# Leontópolis
|  |

Leontópolis "ciudad de leones" es el nombre dado por los griegos a la capital del XI nomo del Bajo Egipto en la época ptolemaica. Importante ciudad durante la dinastía XXIII que se encuentra en la zona central de la región del delta del Nilo.

### Nombre
Es más conocida en la época moderna y por los eruditos por su nombre griego tradicional "Leontopolis" Λεόντων πόλις (literalmente "ciudad de leones"), o Leonto Λεοντώ, ("león"), la composición demográfica de la ciudad ha variado cultural y lingüísticamente a lo largo de su dilatada historia, y el nombre griego ha ido sustituyendo al egipcio Taremu ("tierra de peces"). Tras la anexión del Egipto ptolemaico como provincia romana, la ciudad conservó el nombre griego y las fuentes latinas se refirieron a ella como oppidum Leontos, aunque el nombre egipcio persistió entre los principales hablantes del egipcio copto en el periodo posclásico. En la actualidad, el lugar se conoce en árabe como Tell el-Muqdam ("montículo de la ciudad").
Nombre egipcio: Taremu. Nombre griego: Leontópolis. Nombre árabe: Tell el-Muqdam
Dioses venerados: Shu, Tefnut, Mahes, Sejmet y Bastet.
Situación: 30°41′00″N 31°21′00″E / 30.68333, 31.35000

### Historia
La ciudad está situada en la parte central de la región del delta del Nilo. Fue la capital del 11º Nome del Bajo Egipto (el Nome Leontopolite) y probablemente el centro del poder faraónico durante la 23ª dinastía. En su estela de conquista encontrada en la cuarta catarata del Nilo, en Jebel Barkal, Piye escribe sobre su conquista de Iuput II, que gobernaba Leontopolis Estrabón es el primer escritor que menciona el nome o su capital: y probablemente era de origen o importancia comparativamente recientes.
El nombre griego de la ciudad significa "ciudad de los leones", debido a la presencia de templos dedicados a las diosas león Bast y Sekhmet y a su hijo Maahes, el príncipe león. Bajo la ocupación griega, se guardaban leones vivos en los templos.
Se convirtió en la capital de la provincia romana de Augustamnica Secunda.

## Restos arqueológicos
- Templo de Mahes.
- Templo de Osorcón II
- Tumba de la reina Kamama, madre de Osorcón IV
- Estatua del faraón Nehesy, usurpada por Merenptah.